# Bufotoxin
Bufotoxin är ett gift som många paddor, särskilt arter i släktet Bufo, utsöndrar som sekret genom huden från parotidkörtlarna, som finns bakom ögonen. Giftet innehåller flera olika verksamma komponenter, bland annat bufagin, bufotenin och serotonin, och sammansättningen av de komponenter som kan ingå varierar mellan olika paddarter.
Den medicinska verkan är oregelbunden puls. Något specifikt motmedel är inte känt.
Den kemiska formeln är C40H60N4O10.
Namnet kan härledas från bufo, som är det latinska namnet på padda.
Giftet hos paddor fungerar som försvar och påverkar och avskräcker många predatorer som försöker äta paddan, med undantag för vissa ormar som inte påverkas. Det giftiga sekretet påverkar normalt inte mänsklig hud men sekretet irriterar ögonen och slemhinnorna om det skulle komma i kontakt med dem.